# Zalmen Gradowski
 (février 2013).
Si vous disposez d'ouvrages ou d'articles de référence ou si vous connaissez des sites web de qualité traitant du thème abordé ici, merci de compléter l'article en donnant les références utiles à sa vérifiabilité et en les liant à la section « Notes et références ».
Zalmen Gradowski, né en 1910 à Suwałki et assassiné le 7 octobre 1944, est un membre des Sonderkommandos d'Auschwitz dont le témoignage nous est parvenu.

## Biographie
Zalmen (on trouve parfois son prénom orthographié Zalman) Gradowski est né en 1910 à Suwałki, une ville polonaise située alors dans l'Empire russe (aujourd'hui en Pologne) dans une famille de commerçants très religieux. Il fait des études dans une yechiva. Après son mariage, il s'installe à Luna, près de Grodno. Il devient un fervent sioniste. Avant la guerre, il commence à écrire mais aucun de ses textes n'a été publié. En 1941, lorsque le ghetto juif est créé dans la ville, Zalmen Gradowski est chargé par le Judenrat des questions sanitaires. Les juifs de Grodno sont ensuite déportés au camp de transit de Kielbasoin, puis en décembre 1942, à Birkenau. La famille de Gradowski est gazée le jour même. Lui-même est rapidement transféré au Sonderkommando du crématoire III.
Zalmen Gradowski devient rapidement un membre actif du réseau de résistance clandestine du camp. D'après Shlomo Dragon, Sonderkommando survivant et témoin au procès de Cracovie en 1946, il cherche à établir le nombre des gazés et brûlés en se fiant sur les indications des Sonderkommandos des crématoires et des bunkers. Il est assassiné le 7 octobre 1944 lors de la révolte des Sonderkommandos dont il est un des chefs.
Le 5 mars 1945, lors des fouilles effectuées près du crématoire III de Birkenau, on découvre à l'intérieur d'une gourde allemande en aluminium fermée un carnet portant la signature de Zalmen Gradowski. Le manuscrit est détérioré, des pages manquent, d'autres sont totalement illisibles. Il comporte un écrit appelé notes où Gradowski raconte son voyage et ses premiers jours au camp. Un second manuscrit écrit après l'entrée de Gradowski dans les Sonderkommandos parle des gazages et des relations entre les membres des Sonderkommandos. Ce précieux manuscrit se révèle un témoignage extraordinaire sur l'extermination des Juifs et sur l'état d'esprit des juifs pris au piège des nazis.

## Les manuscrits de Zalmen Gradowski

### Le premier manuscrit
Zalmen Gradowski commence à écrire à l'automne 1943. Il ne s'agit pas d'un simple témoignage. Le texte invite un ami imaginaire  à découvrir la réalité de l'extermination des juifs. Visiblement inspiré par les textes bibliques, il utilise les répétitions cycliques pour rythmer son récit. Il trouve dans les grandes dates de l'histoire biblique des concordances avec ce que vivent les Juifs. Ainsi, la rafle des Juifs tchèques, qu'il décrit dans son second manuscrit, commence la nuit de Pourim.
L'état de sidération dans lequel se trouvent les juifs est exprimé avec sensibilité. Comment imaginer qu'un peuple si civilisé puisse commettre de telles abominations, qu'un peuple sans défense puisse être ainsi assassiné sans raison, sans que personne vienne à son secours ? Comment expliquer le peu de résistance des Juifs ? Du fond des crématoires d'Auschwitz, Gradowski y voit trois raisons : premièrement le manque d'aide des voisins chrétiens viscéralement antisémites, deuxièmement la force des liens unissant les familles juives et empêchant un des membres de se sauver en abandonnant les autres pour sauver sa vie et troisièmement l'incrédulité. Même si les Juifs de Grodno connaissent le sort tragique des Juifs de Varsovie à Treblinka, ils ne peuvent pas croire que les nazis vont exterminer tous les Juifs. Le désarroi est d'autant plus grand quand les familles sont séparées dès leur arrivée dans les camps.
Le premier manuscrit commence en racontant les persécutions de Juifs de la région de Grodno. Le long du voyage, Zalmen Gradowski voit par les fenêtres du convoi des Polonais passant leur main sur leur gorge pour montrer aux juifs le sort qu'ils leur souhaitent. Pourtant les familles se réjouissent de pouvoir rester ensemble dans le train, même si elles sont entassées. Mais très vite, la soif les torture. Ils voient la neige autour d'eux et ne peuvent s'en désaltérer. Lorsqu'ils approchent d'Auschwitz, ils sont soulagés de voir les usines et pensent qu'ils vont travailler. Arrivés à la gare de Katowice, les Juifs doivent remettre tout ce qu'ils ont sur eux, ce qui les rend « pessimistes ». Ils sont ensuite séparés en trois groupes : les femmes et les enfants, les hommes jeunes et les vieillards, et un groupe d'hommes (10 % du total). Zalmen  Gradowski décrit bien l'incompréhension des Juifs sur l'objet d'une telle séparation : « Tout l'opium familial s'est volatilisé d'un coup et l'on est resté avec la grande et douloureuse souffrance de la grande opération chirurgicale pratiquée à la descente du train. » Les deux premiers groupes sont entassés dans des camions. Le troisième, celui des plus robustes marche jusqu'au camp. Arrivés à destination, ils demandent aux déportés les plus anciens où est le reste de leur famille : « votre famille est partie en fumée » répondent ceux-ci avec une parfaite insensibilité apparente. Les nouveaux n'arrivent pas à le croire. Dans le block, le doyen leur explique les règles pour survivre : « Oubliez tout. Pensez à vous. Préoccupez-vous tous en premier de vos chaussures. » Le Stunbenbienst, le kapo responsable de la discipline ajoute : « Rappelez-vous. Vous devez devenir des automates et vous mouvoir à notre gré » sous peine de coups.

### Le second manuscrit
Quand il écrit le second manuscrit, Gradowski est depuis seize mois dans le Sonderkommando. Il n'a vu qu'un seul acte de rébellion collective : celui d'un convoi de juives polonaises ayant aussi un passeport américain, qui, au lieu d'être évacuées en Suisse selon les promesses du gouvernement allemand, avait été transférées à Auschwitz pour y être gazées. L'une d'elles (probablement Franciszka Mann) parvient même à tuer un SS. Il déplore que « les centaines de milliers sont allés consciemment comme des moutons à l'abattoir. »
Il raconte l'arrivée d'un convoi de juifs tchèques pour lesquels les SS ont peur d'un mouvement de révolte. Mais la  révolte n'a pas lieu. Gradowski décrit les femmes qui se déshabillent en pleurant. Il frémit en imaginant ce que deviendra leur beau et jeune corps après le gazage. Les femmes tchèques marchent « avec courage et dignité » jusqu'aux chambres à gaz. L'une d'elles apostrophe les SS en leur promettant une défaite vengeresse face aux Russes et leur crache au visage avant d'entrer dans la chambre à gaz. Quand celle-ci se referme, elles chantent ensemble L'Internationale, « l'hymne du grand peuple russe ». Les 2500 femmes entassées dans la chambre à gaz sont ensuite assassinées. Les Sonderkommandos commencent alors leur sinistre besogne.
Dans son récit, Zalmen Gradowski ne désigne pas les nazis par leur nom, il ne les appelle même pas les Allemands, ils les nomme les assassins, assassins du monde, les bourreaux, les jeunes brutes, les barbares, les criminels, les bandits, le peuple-diable, les monstres aux petits rires cyniques, les bêtes sauvages, meurtrières ou féroces. Ils sont ignobles (adjectif souvent répété), diaboliques, cruels, sadiques, inflexibles, durs comme la pierre, font preuve de bassesse, de perversion, d'ignominie, d'instincts bestiaux.
Dans son second manuscrit, il fait parfois preuve d'une ironie étonnante, les Allemands sont « le magnifique pouvoir hautement civilisé », « les héros et combattants de la grande puissance ». Les juifs sont décrits comme innocents, jeunes vies palpitantes, victimes en offrande à leur Dieu (au sujet des Juifs tchèques raflés par les nazis), faibles, sans protections isolés, brisés, résignés, physiquement épuisés. Gradowski évoque avec insistance les pleurs des enfants, leur souffrance, les cris des femmes et le gémissement des vieillards et des malades.
Le texte de Zalmen Gradowski renvoie sans arrêt à une interrogation lancinante : pourquoi ? Pourquoi tant de brutalité ? Pourquoi s'en prendre à des gens innocents ? Pourquoi massacrer le peuple juif ? Il exprime son incompréhension et son désarroi de manière très poétique : « On dirait qu'en ce monde, il y a un ciel pour les nations  et un autre exprès pour nous ». Pour les Juifs les « étoiles s'éteignent et tombent dans l'abîme profond ». Il répète la même image avec la lune, « aimable et douce » pour les nations, « cruelle, glacée qui assiste à tout, indifférente et glacée » pour les Juifs. De ce qu'il a vu, il tire un constat désabusé sur la nature humaine, digne du livre des Proverbes ou de l'Ecclésiaste : « Plus il était cultivé, plus il est cruel ; plus il était civilisé, plus il est barbare. » Comme beaucoup de déportés, il est interloqué quand il entend l'orchestre du camp : « C'est l'harmonie de la barbarie. C'est la logique du sadisme. » La méchanceté et l'insensibilité humaine ne cesse de le choquer. Lorsque les anciens déportés annoncent sans sourciller aux nouveaux que leur famille est « au ciel », Zalmen Gradowski écrit : « Le camp aurait-il à ce point agi sur eux qu'ils auraient perdu tout sentiment humain et qu'ils n'auraient trouvé de meilleure distraction que de prendre plaisir à la peine et au tourment d'autrui ? On en a l'impression. »  
Le texte de Zalmen Gradowski permet aussi de comprendre l'univers de mort du camp au plus près : « Personne ne pourra croire… Tout ce qui est écrit ici, je l’ai vécu moi-même, en personne, au cours de mes seize mois de Sonderarbeit, de travail spécial, et toute ma détresse accumulée, la douleur dont je suis pétri, mes atroces souffrances, je n’ai pu leur donner d’autre expression, à cause des conditions, malheureusement, que par la seule écriture. » Il n'y a aucune économie de moyen dans les textes de Gradowski, pas d'écriture minimaliste chère à Jean Cayrol ou à Primo Levi, mais un lyrisme poignant, un sens du tragique émouvant caractérise sa vision de la destruction des Juifs. Alors que ceux-ci sont aux portes de l'enfer, il célèbre leur fou désir de vivre, la beauté du monde, ce qui rend encore plus cruel le destin qui leur est promis par les « assassins ».
Zalmen Gradowski est persuadé que tous les Juifs vont disparaître. Il veut écrire pour laisser un témoignage afin qu'un jour le monde sache. Il écrit au début de son manuscrit en quatre langues (polonais, russe, français, allemand) « Que celui qui trouvera ce document sache qu’il est en possession d’un important matériel historique ». Un texte appelé la « lettre » a été écrit le 6 septembre 1944. Gradowski y explique que les Sonderkommandos chargés de faire disparaître toute trace des meurtres de masse ont volontairement enfoui des dents dans le sol pour qu'un jour la vérité soit établie. Que les juifs ne sombrent pas dans l'oubli, qu'on puisse se souvenir de lui et de sa famille sont des motivations puissantes de continuer à écrire. Au début de son second manuscrit, écrit alors qu'il fait partie des Sonderkommandos, il demande que celui qui trouve son manuscrit se procure auprès de sa famille en Amérique des photos de lui et des siens  pour voir qui ils étaient. Le texte de Gradowski prend des allures de mémorial, un Memorbuch que la victime elle-même aurait écrit avant de périr.

## Œuvres
- Au cœur de l'enfer, Kime, 2001.
- Le texte de Zalmen Gradowski est aussi publié dans Des voix sous la cendre, Manuscrits des Sonderkommandos d’Auschwitz-Birkenau, Calmann-Lévy 2005.